# مسعود گودرزی
مسعود گودرزی چهره سیاسی اصلاح طلب و نماینده مردم ممسنی و رستم، در دهمین دوره مجلس شورای اسلامی بود و هم اکنون عضو هیئت مدیره منطقه ویژه اقتصادی پیام است.

## نماینده ممسنی در مجلس دهم
مسعود گودرزی در دهمین دوره انتخابات مجلس شورای اسلامی، در لیست ائتلاف فراگیر اصلاح طلبان: گام دوم در ممسنی و رستم حضور داشت و توانست در مرحله دوم انتخابات با شکست دادن رقیب خود و کسب ۵۵۹۹۵ رأی از مجموع ۹۲۴۴۰ رأی مأخوذه صحیح، از حوزه انتخابیه ممسنی و رستم، وارد مجلس دهم شود.

## در خبرها

### اظهار نظر در مورد کابینه دولت دوازدهم
مسعود گودرزی در مجلس دهم شورای اسلامی گفت: روحانی در انتخابات بامردم بر سر موضوعاتی عهد بست بنابراین انتظار می‌رود در مسیر تحقق عهد خود، کابینه ای توانمند معرفی کند.
نگاه حاکم بر انتخاب کابینه متفاوت تر از نگاه ۲۴ میلیون نفری است که به رئیس‌جمهور رای داده‌اند.